# 苏幕遮
苏幕遮，词牌名。亦称《鬓云鬆令》。前后阕无异，四仄韵。名字来自一种少数民族服饰。

## 词牌格式
仄平平，平仄仄，中仄平平、中仄平平仄。中仄平平平仄仄，中仄平平、中仄平平仄。
仄平平，平仄仄，中仄平平、中仄平平仄。中仄平平平仄仄，中仄平平、中仄平平仄。

## 例词
范仲淹
碧云天，黄叶地。秋色连波，波上寒烟翠。山映斜阳天接水。芳草无情，更在斜阳外。
黯乡魂，追旅思。夜夜除非，好梦留人睡。明月楼高休独倚，酒入愁肠，化作相思泪。
张先
柳飞绵，花实少。镂板音清，浅发江南调。斜日两竿留碧草。马足重重，又近东门道。
去尘浓，人散了。回首旗亭，渐渐红裳小。莫讶安仁头白早。天若有情，天也终须老。
周邦彥
燎沈香，消溽暑。鸟雀呼晴，侵晓窥檐语。叶上初阳乾宿雨，水面清圆，一一风荷举。
故乡遥，何日去。家住吴门，久作长安旅。五月渔郎相忆否。小楫轻舟，梦入芙蓉浦。